# Darren Shan

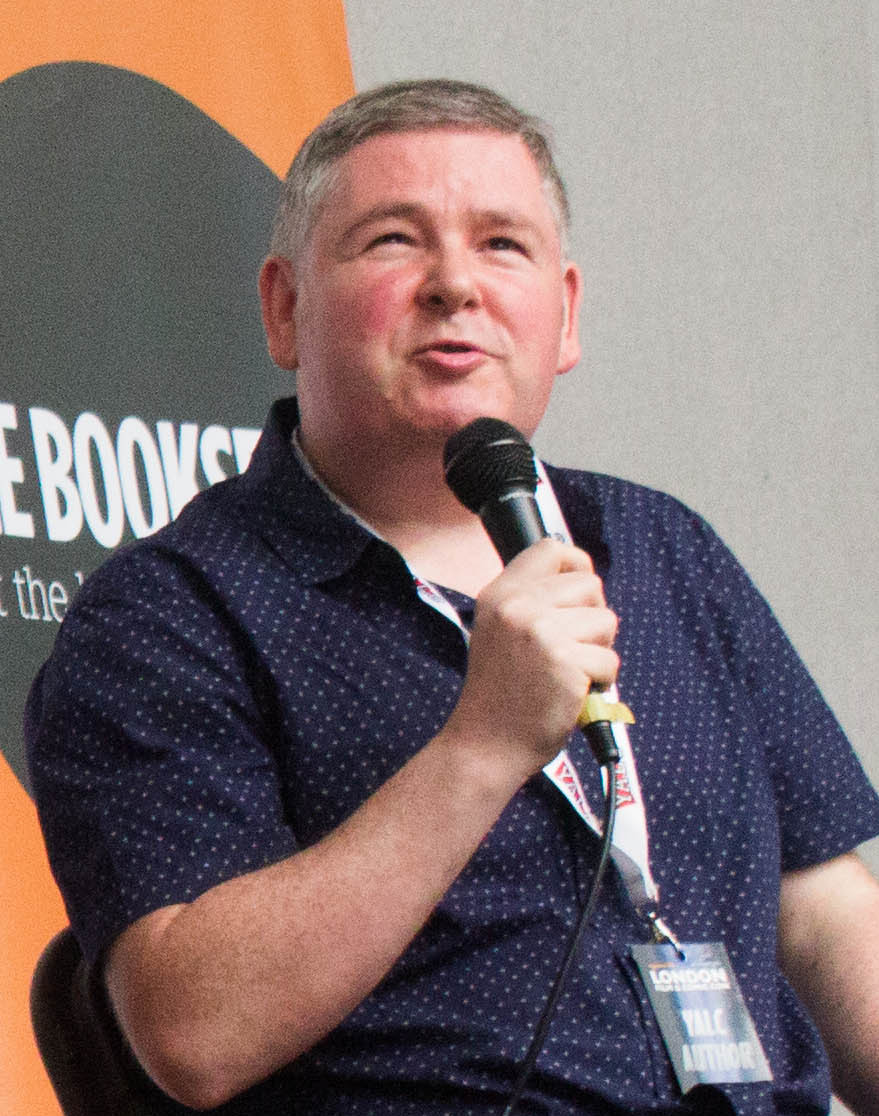
Darren Shan (2016)

Darren O’Shaughnessy (* 2. Juli 1972 in London) ist ein irisch-britischer Fantasy- und Kinderbuchautor. Er schreibt vor allem unter dem Künstlernamen Darren Shan. Bekannt wurde er durch die gleichnamige Vampir-Serie Darren Shan (Im Original: The Saga of Darren Shan). Eine Buchserie veröffentlicht er unter dem Pseudonym D B Shan.

## Leben
Seit seinem sechsten Lebensjahr lebt Darren O’Shaughnessy in Limerick, Irland. Er begann bereits als Teenager Kurzgeschichten zu schreiben. Er studierte Soziologie und Englisch. Bevor er zu schreiben anfing, arbeitete er bei einer Fernsehfirma. International bekannt wurde er mit seinem Roman Der Mitternachtszirkus (Cirque du Freak, 2000).

### Darren Shan
The Saga of Darren Shan
- Der Mitternachtszirkus. (engl. Cirque du Freak), 2001, ISBN 3-7951-1759-3.
- Die Freunde der Nacht. (engl. The Vampire’s Assistent), 2001, ISBN 3-7951-1760-7.
- Die dunkle Stadt. (engl. Tunnels of Blood), 2001, ISBN 3-7951-1761-5.
- Der Berg der Vampire. (engl. Vampire Mountain), 2003, ISBN 3-426-62434-6.
- Die Prüfungen der Finsternis. (engl. Trials of Death), 2003, ISBN 3-426-62435-4.
- Der Fürst der Vampire. (engl. The Vampire Prince), 2003, ISBN 3-426-62436-2.
- Die Prophezeiungen der Dunkelheit. (engl. Hunters of the Dusk), 2004, ISBN 3-426-62557-1.
- Die Verbündeten der Nacht. (engl. Allies of the Night), 2004, ISBN 3-426-62558-X.
- Die Flammen der Verdammnis. (engl. Killers of the Dawn), 2004, ISBN 3-426-62895-3.
- Der See der Seelen. (engl. The Lake of Souls), 2004, ISBN 3-426-62845-7.
- Der Herr der Schatten. (engl. Lord of the Shadows), 2006, ISBN 3-426-63275-6.
- Die Söhne des Schicksals. (engl. Sons of Destiny), 2006, ISBN 3-426-63276-4.

Verfilmungen
- Mitternachtszirkus – Willkommen in der Welt der Vampire (2009) von Paul Weitz

### Larten Crepsley
The Saga of Larten Crepsley (nur auf Englisch)
- Birth of a Killer. September 2010, ISBN 0-00-731586-4.
- Ocean of Blood. Mai 2011.
- Palace of the Damned. Oktober 2011.
- Brothers to the Death. Mai 2012.

### Dämonicon
Demonata
- Fürst der Schatten – Dämonicon 1. 2007, ISBN 3-426-63550-X.
- Höllenkind – Dämonicon 2. 2007, ISBN 3-426-63551-8.
- Dämonenspiel – Dämonicon 3. 2007, ISBN 3-426-63552-6.
- Blutige Nächte – Dämonicon 4. 2007, ISBN 3-426-63553-4.
- Höhle des Todes – Dämonicon 5. 2008, ISBN 3-426-63817-7.
- Ewige Verdammnis – Dämonicon 6. 2008, ISBN 3-426-63818-5.
- Gefährlicher Schatten – Dämonicon 7. 2009, ISBN 3-426-63980-7.
- Insel der Wölfe – Dämonicon 8. 2009, ISBN 3-426-63981-5.
- Dämonicon 9. (bisher nur auf Englisch, Dark Calling).
- Dämonicon 10. (bisher nur auf Englisch, Hell's Heroes).

### Sonstiges
- Koyasan (nur auf Englisch), 2006.
- Ayuamarca: Procession of the Dead (City S.) (nur auf Englisch), 1999 (2008), ISBN 0-00-726130-6.
- Hell’s Horizon (City S.) (nur auf Englisch), 2000 (2009), ISBN 0-00-726132-2.
- City of the Snakes (City S.) (nur auf Englisch), 2010, ISBN 0-00-726134-9.
- The Thin Executioner (nur auf Englisch), 2010, ISBN 978-0-00-731584-0.

## Auszeichnungen
- 2001 – Sheffield Children’s Book Award